# Groß Kiesow
Groß Kiesow est une municipalité allemande du land de Mecklembourg-Poméranie-Occidentale et l'arrondissement de Poméranie-Occidentale-Greifswald.

## Personnalités liées à la ville
- Karin Struck (1947-2006), écrivain né à Schlagtow.